# Non sono io (singolo)
Non sono io è un singolo della cantante italiana Noemi, pubblicato il 2 maggio 2025 come primo estratto della riedizione digitale del settimo album in studio Nostalgia.

## Descrizione
Il brano, scritto da Alessandro La Cava e Riccardo Zanotti, è prodotto da Emilio Barberini, in arte MadFingerz, e Paga. In un'intervista rilascia a iO Donna, la cantante ha dichiarato in merito al brano:

## Video musicale
Il video musicale, diretto da Amedeo Zancanella, è stato pubblicato in concomitanza all'uscita del brano attraverso il canale YouTube della cantante.

## Tracce
Testi di Alessandro La Cava e Riccardo Zanotti, musiche di Alessandro La Cava, Riccardo Zanotti e Stefano Tognini.
1. Non sono io – 2:52

## Classifiche
| Classifica (2025) | Posizione massima |
| ----------------- | ----------------- |
| Italia            | 99                |